# 孤軍
孤軍 (Kogun) は、秋吉敏子＝ルー・タバキンビッグバンドのアルバムである。

## 収録曲
全て穐吉敏子の作編曲である。
1. エレジー (Elegy)  - 9分9秒
2. メモリー (Memory)  - 10分18秒
3. 孤軍 (Kogun)  - 6分45秒
4. アメリカン・バラッド (American Ballad)  - 5分45秒
5. ヘンペックト・オールド・マン (Henpecked Old Man)  - 9分8秒

## 演奏メンバー
- ボビー・シュー (Bobby Shew)  - トランペット
- ジョン・マドリッド (John Madrid)  - トランペット
- ドン・レイダー (Don Rader)  - トランペット
- マイク・プライス (Mike Price)  - トランペット
- リチャード・クーパー (Richard Cooper)  - トランペット
- チャーリー・ローパー (Charlie Loper)  - トロンボーン
- ジム・ソウヤー (Jim Sawyer)  - トロンボーン
- ブリット・ウッドマン (Britt Woodman)  - トロンボーン
- フィル・ティール (Phil Teele)  - バストロンボーン
- ディック・スペンサー (Dick Spencer)  - アルトサックス
- ゲイリー・フォスター (Gary Foster)  - アルトサックス
- ルー・タバキン (Lew Tabackin)  - テナーサックス
- トム・ピーターソン (Tom Peterson)  - テナーサックス
- ビル・パーキンス (Bill Perkins)  - バリトンサックス
- ジーン・チェリコ (Gene Cherico)  - ベース
- ピーター・ドナルド (Peter Donald)  - ドラム
- 穐吉敏子 - ピアノ
- スコット・エルズウォース (Scott Elsworth)  - 声